# Heiko Hunger
Heiko Hunger (ur. 24 czerwca 1964 w Sebnitz) – niemiecki skoczek narciarski oraz specjalista kombinacji norweskiej reprezentujący barwy NRD. Najlepsze wyniki w Pucharze Świata w skokach osiągnął w sezonie 1988/1989, kiedy zajął 28. miejsce w klasyfikacji generalnej. W Pucharze Świata w kombinacji norweskiej jego najlepszym sezonem był sezon 1984/1985, kiedy zajął 5. miejsce w klasyfikacji generalnej.
Największym sukcesem tego zawodnika jest brązowy medal mistrzostw świata w Val di Fiemme wywalczony drużynowo w skokach. Zdobył także dwa złote medale mistrzostw świata juniorów w kombinacji norweskiej: indywidualnie w Kuopio oraz drużynowo w Trondheim.

## Osiągnięcia w skokach narciarskich

### Puchar Świata

#### Miejsca w klasyfikacji generalnej
- sezon 1987/1988: 55
- sezon 1988/1989: 28
- sezon 1989/1990: 36
- sezon 1990/1991: 30
- sezon 1991/1992: 43

### Igrzyska olimpijskie
- Indywidualnie
  - 1992 Albertville (FRA) – 59. miejsce (duża skocznia), 7. miejsce (normalna skocznia)
- Drużynowo
  - 1992 Albertville (FRA) – 5. miejsce

### Mistrzostwa świata w lotach
- Indywidualnie
  - 1990 Vikersund (NOR) – 39. miejsce
  - 1992 Harrachov (CSK) – 13. miejsce

### Mistrzostwa świata
- Indywidualnie
  - 1989 Lahti (FIN) – 37. miejsce (duża skocznia), 30. miejsce (normalna skocznia)
  - 1991 Val di Fiemme (ITA) – 45. miejsce (normalna skocznia)
- Drużynowo
  - 1991 Val di Fiemme (ITA) – brązowy medal

### Mistrzostwa świata w lotach
- Indywidualnie
  - 1990 Vikersund (NOR) – 43. miejsce

## Osiągnięcia w kombinacji norweskiej

### Puchar Świata w kombinacji norweskiej

#### Miejsca w klasyfikacji generalnej
- sezon 1983/1984: 24
- sezon 1984/1985: 5
- sezon 1985/1986: 19
- sezon 1986/1987: -
- sezon 1987/1988: 33

### Mistrzostwa świata juniorów
- Indywidualnie
  - 1983 Kuopio (FIN) – złoty medal (15 km metodą Gundersena)
- Drużynowo
  - 1984 Trondheim (FIN) – złoty medal (3 x 5 km)

### Mistrzostwa świata
- Indywidualnie
  - 1985 Seefeld (AUT) – 4. miejsce (K90/15 km metodą Gundersena)
- Drużynowo
  - 1984 Rovaniemi (FIN) – 4. miejsce (K90 / 3 x 10 km)
  - 1985 Seefeld (AUT) – 5. miejsce (K90 / 3 x 10 km)